# Mastacembelus ellipsifer
Espèce
Statut de conservation UICN

 LC  : Préoccupation mineure
Mastacembelus ellipsifer  est un poisson Synbranchiformes de la famille des Mastacembelidae.
Cette espèce est une anguille épineuse endémique du lac Tanganyika à la livrée brune (brun clair à foncé) avec des barres plus ou moins marquées.